# Normalerweize
Normalerweize er et prisvindende dansk satireshow fra 2004 som blev vist på DR tv. Bag programmet stod de to skuespillerinder Anna Neye Poulsen og Lærke Winther Andersen. Andre medvirkende er Martin Buch, Benjamin Kitter, Line Knutzon og Hella Joof.
En ny sæson af programmet blev produceret i løbet af 2006, og blev vist første gang på DR2 Fredag d. 5 januar 2007 klokken 21:36. Normalerweize skildrer hverdagens genvordigheder på samme måde som det britiske "Smack the Pony" gennem en længere række sketches. Øvrige medvirkende i den anden sæson tæller blandt andet Birthe Neumann med flere.
I maj 2007 blev der udgivet en dvd-boks, med dele af første og hele anden sæson af Normalerweize samt pilot-afsnittet.
Efteråret 2008 vises på DR2 (og på dr.dk/normalerweize) en ny sæson af Normalerweize, med serier om Ungdomshuset, Stripperjens og "Fanget" om Fisserup Statsfængsel.